# Rifargia presbytica
Rifargia presbytica är en fjärilsart som beskrevs av Dyar 1914. Rifargia presbytica ingår i släktet Rifargia och familjen tandspinnare. Inga underarter finns listade.